# Brad Williams
Pour les articles homonymes, voir Williams.
Brad Williams, né  le 20 avril 1918 à New York et mort le 2 mai 1988, est un journaliste et un auteur américain de roman policier. Il a également signé en collaboration un recueil de nouvelles de science-fiction et des essais sur l’Ouest américain.

## Biographie
Après des études au Mexico City College, il devient journaliste pour l’Associated Press de 1946 à 1949, puis à l’United Press jusqu’en 1953.  Après cette date, il travaille brièvement dans un journal de l’Oregon avant d’entrer au Los Angeles Times. Après 1960, il se consacre entièrement à l’écriture.
Il signe quelques romans policiers dans les années 1960, puis donne plusieurs essais sur l’Ouest américain, les premiers étant écrits en collaboration avec Choral Pepper. Il est mieux connu pour ses romans policiers écrits en collaboration avec l’avocat Jake W. Ehrlich et inspirés de la carrière de ce dernier, qui ont pour héros l’attorney de San Francisco Sam Benedict, déjà le personnage central de récits signés Elsie Lee ou Howard L. Oleck et de la série télévisée américaine Sam Benedict (en) (1962-1963), avec Edmond O'Brien dans le rôle éponyme.

## Œuvre

### Romans

#### SérieSam Benedict, écrite en collaboration avec Jake W. Ehrlich
- A Conflict of Interest (1971)
- A Matter of Confidence (1973) Publié en français sous le titre La Reine de jade, Paris, Librairie des Champs-Élysées, Le Masque no 1328, 1974 ; réédition, Paris, Librairie des Champs-Élysées, Le Club des Masques no 425, 1980
- Grave Doubt (1973)

#### Autres romans policiers
- A Borderline Case ou Death Lies in Waiting (1960)
- Make a Killing (1961) Publié en français sous le titre Pièces à conviction, Paris, Presses de la Cité, Un mystère no 646, 1962
- The Well-dressed Skeleton (1962)
- A Stranger to Herself (1964) Publié en français sous le titre Une blonde sans passé, Paris, Presses de la Cité, Un mystère no 726, 1965
- Tumulto (1974)

### Nouvelles

#### Recueil de nouvelles
- The Complete Time Traveler: a Tourist’s Guide to the Fourth Dimension (1988), en collaboration avec Howard J. Blumenthal et Dorothy F. Curley

#### Nouvelles isolées
- Ley de Fuga (1962) Publié en français sous le titre Ley de Fuga, Paris, Opta, Anthologie du suspense no 3, 1965
- One Good Turn (1971)

### Essais

#### Essais écrits en collaboration avec Choral Pepper
- The Mysterious West (1967)
- Lost Legends of the West (1970)
- Lost Treasures of the West (1975)

#### Autres essais
- Legendary Outlaws of the West (1976)
- Legendary Women of the West (1978)

## Sources
- Jacques Baudou et Jean-Jacques Schleret, Le Vrai Visage du Masque, vol. 1, Paris, Futuropolis, 1984, 476 p. (OCLC 311506692), p. 466-467.